# Serra de Santa Helena

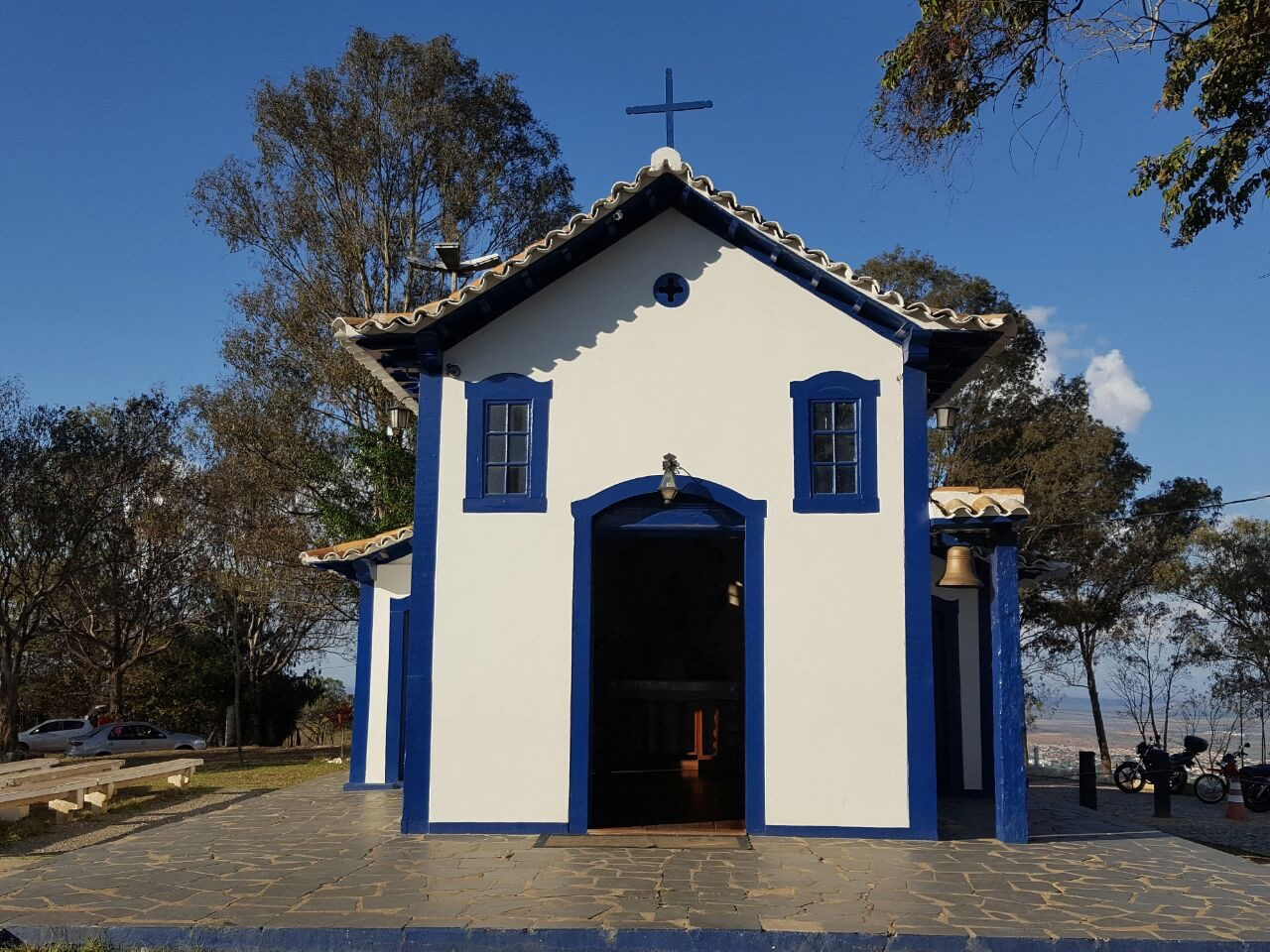
Capela de Santa Helena

A serra de Santa Helena, localizada a noroeste da cidade de Sete Lagoas, a 7 km do centro, é o ponto de maior altitude do município, constituída por colinas suaves e altitude de 1076 m. É uma área de preservação ambiental, tendo como gestor o "Conselho Gestor da Área de Proteção Ambiental Serra de Santa Helena", o CGEAPA, criado em 8 de janeiro 2014 pela Prefeitura. Lá ainda encontra-se a Capela de Santa Helena, uma construção no estilo colonial construída em 1852 e um cruzeiro.
A Capela de Santa Helena e a área em seu entorno, num total de 71.770m2 é uma área particular, pertencente à Paróquia de São Pedro, doada por Carlos Filizzola Primo e sua mulher Alice Amorim Filizzola e Geraldo Filizzola e sua mulher Maria Raimunda Pessoa Filizzola a uma comissão zeladora para cuidar e protegê-la. Como está situada na serra de Santa Helena, está inserida em área de preservação ambiental, estabelecida pela Prefeitura Municipal de Sete Lagoas. Embora seja uma área particular pertencente à Diocese de Sete Lagoas e administrada pelo pároco da Igreja de São Pedro, atualmente Monsenhor Carlos Roberto Moreira dos Santos e pela Comissão Zeladora, a Capela de Santa Helena de Sete Lagoas acolhe a todos que a visitam e passam boas horas com a família, apreciando a cidade com suas belezas, do alto da serra.

## Festa de Santa Cruz e Santa Helena
Em maio se realiza a tradicional Festa de Santa Cruz e Santa Helena, numa bela manifestação de fé. A tradição e resgate do folclore se fazem presente numa procissão seguida por mais de vinte guardas de congo e Moçambique da cidade e região. A procissão parte do centro da cidade, local conhecido como Casarão, às 17 horas e segue até o alto da serra, na capela, chegando por volta das 21 horas. Neste momento, todas as guardas de Congo e Moçambiques se apresentam para a Bandeira de Santa Helena, sustentada pelo presidente da comissão zeladora da Capela de Santa Helena. Após a apresentação de todas as guadas de Congo e Moçambiques finalizam-se os festejos com o levantamento da bandeira de Santa Helena, feito pelo presidente da comissão zeladora da capela, acompanhado por uma das guardas de Congo, sob os olhares dos fieis e devotos de Santa Helena.
Do alto da serra temos uma visão panorâmica de Sete Lagoas, vales, serras e cidades de seu entorno. A serra é um local de natureza exuberante com 295 hectares, sendo 40 hectares de mata nativa com reservas de fauna e flora localizada dentro do Parque da Cascata.

## Parque da Cascata
Dentro do parque é possível passear por trilhas arborizadas, onde a natureza permanece sem muita intervenção do homem. A prática dos mais variados esportes relacionados com a natureza também é comum na serra. Dentre eles podemos citar o mountain bike, o voo livre, a escalada, o trekking e o rapel. Além disso há uma cascata com 35 metros de queda livre.